# Femmes à l'Académie française

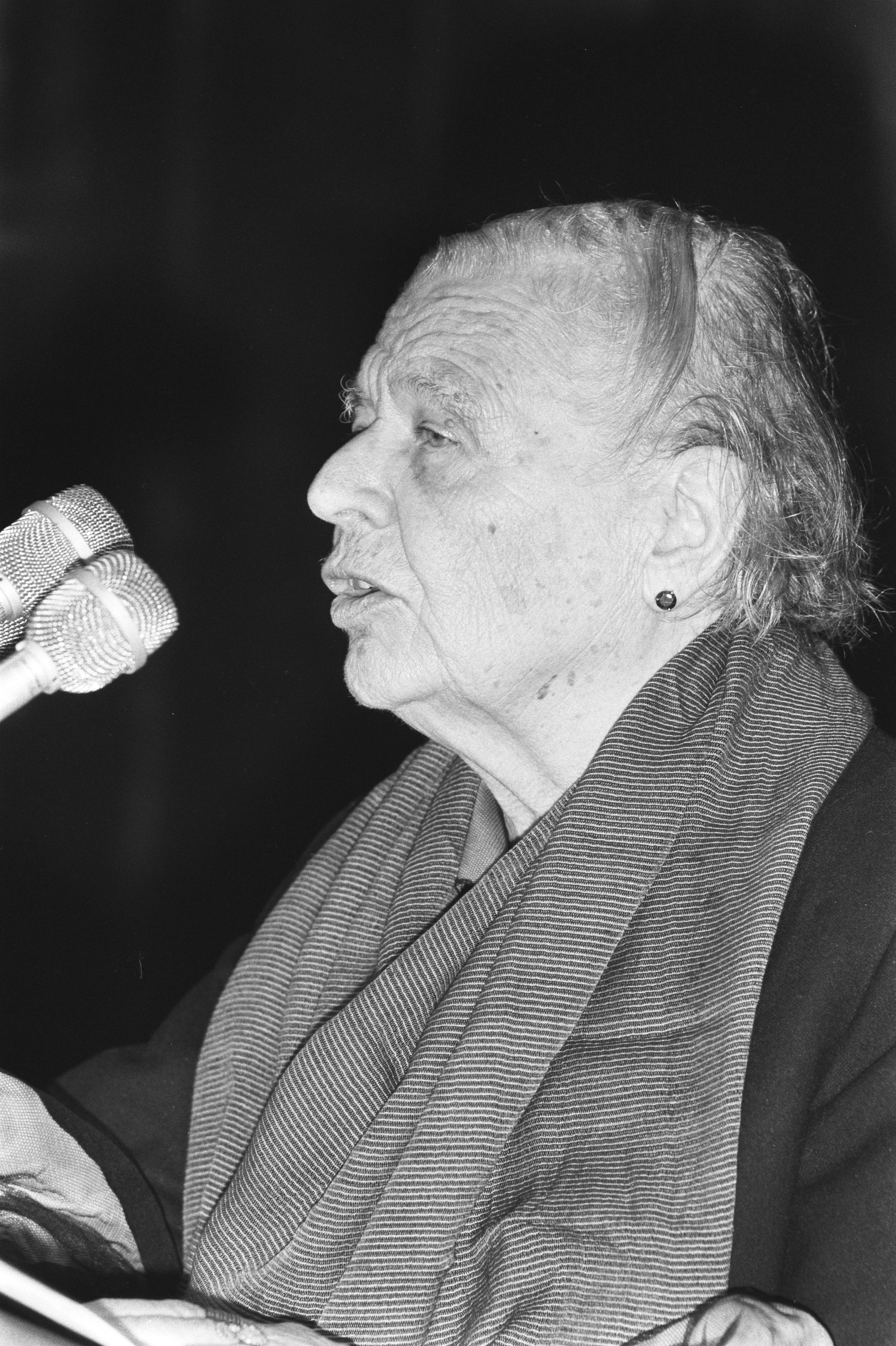
Marguerite Yourcenar, première femme élue à l'Académie française en 1980 (photographie de 1983).

La présence de femmes à l'Académie française est récente. L'Académie, fondée en 1635 par le cardinal de Richelieu ne voit entrer une femme dans ses murs qu'en 1980, avec l'écrivaine Marguerite Yourcenar. Si pendant ces 345 années, divers motifs politiques, moraux, religieux et sociétaux ont été invoqués pour en interdire l'accès aux femmes, plusieurs candidatures ont néanmoins été proposées au cours des décennies précédentes. Onze femmes ont, depuis 1980, été élues académiciennes ; six y siègent actuellement.

## Une conquête tardive

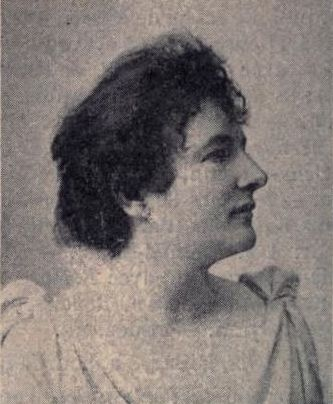
Pauline Savari.

Sous l'Ancien Régime, les femmes ne peuvent entrer dans des assemblées élues que si le règlement les y autorise (certaines assemblées permettent leur présence).
Jean de La Bruyère, académicien depuis 1693, serait le premier à évoquer l'acceptation d'une candidature féminine au sein de la Compagnie. Il aurait, en effet, dit aux académiciens qu'il donnerait son suffrage et soutiendrait Anne Dacier, épouse de l'académicien André Dacier, « si vous admettiez parmi vous des personnes de son sexe ».
Jean le Rond d'Alembert, académicien depuis 1754, propose en 1760, afin de promouvoir la candidature de Julie de Lespinasse, de réserver 4 des 40 sièges aux femmes. La tentative échoue. Des années plus tard, l'Académie propose à Félicité de Genlis de l'accueillir, mais elle doit pour cela arrêter l'écriture d'un manifeste hostile aux Encyclopédistes ; elle refuse.
Le 19 mai 1873, Jules Barbey d'Aurevilly publie un article dans le journal Le Gaulois, un brocard à charge contre l'Académie française intitulé « L’Académie sans candidats », dans lequel il écrit : « Il est vrai que les gens d’esprit lui manquant, il lui restera les imbécilles pour candidats, à l’Académie, et si les imbécilles eux-mêmes vieilcastelisés ne voulaient plus mordre à la grappe de l’Académie, elle aurait, en dernier désespoir, les femmes, qui déjà la guignent avec convoitise »… Combien de bas-bleus pour faire la monnaie du moindre des candidats ?...
Et de terminer par une attaque politique directe : « Pauvre Académie ! Tombée en quenouille, enjupponnée, finie, morte sur pied, faute de candidats ! C’est triste, mais ce serait gai, n’est-ce pas ? si l’autre république, comme celle-ci, discréditée, dépopularisée, sous l'use du mépris public, allait périr aussi, faute de candidats, ! »
La candidature de la féministe Pauline Savari est refusée par l'Académie, le 19 janvier 1893. Et le duc d'Aumale de déclarer : « Les femmes ne sont pas éligibles, puisqu’on n’est citoyen français que lorsqu’on a satisfait à la conscription. »
La question d'une candidature féminine au sein de l'Institut de France, dont fait partie l'Académie française, s'est posée violemment avec celle de Marie Curie en 1911 à l'Académie des sciences. « L'Assemblée générale de l'Institut, consultée, se déclara hostile aux candidatures féminines au nom de « traditions immuables ». Le professeur Esmein publia de son côté, dans le Journal des Débats, un article sur « l'inégibilié des femmes à l'Institut » qui concluait : « C'est une règle générale et certaine de droit public français que les femmes ne sont pas capables des fonctions publiques. Pour les leur interdire, un texte n'est pas nécessaire ; il en faut un, au contraire, pour leur en ouvrir exceptionnellement l'accès. » »
Ce n'est qu'en 1980, sous la pression de l'opinion et à la suite du militantisme de Jean d'Ormesson qu'une femme est élue en la personne de Marguerite Yourcenar. Jusque-là, de nombreux académiciens s'opposaient à l'entrée de femmes, comme Claude Lévi-Strauss ou Georges Dumézil. L'historien Pierre Gaxotte déclara même : « Si on élisait une femme, on finirait par élire un nègre… »
Hélène Carrère d'Encausse est secrétaire perpétuel de l'Académie de 1999 à 2023.

## Les femmes membres de l’Académie
| Année       | Nom                       | Qualité               | Fauteuil | Prédécesseur       | Successeur        |
| ----------- | ------------------------- | --------------------- | -------- | ------------------ | ----------------- |
| 1980-1987   | Marguerite Yourcenar      | Écrivaine             | no 3     | Roger Caillois     | Jean-Denis Bredin |
| 1988-2010   | Jacqueline de Romilly     | Helléniste            | no 7     | André Roussin      | Jules Hoffmann    |
| 1990-2023   | Hélène Carrère d'Encausse | Historienne           | no 14    | Jean Mistler       | -                 |
| 2000-2025   | Florence Delay            | Écrivaine             | no 10    | Jean Guitton       | -                 |
| 2005-2015   | Assia Djebar              | Écrivaine             | no 5     | Georges Vedel      | Andreï Makine     |
| 2008-2017   | Simone Veil               | Femme politique       | no 13    | Pierre Messmer     | Maurizio Serra    |
| Depuis 2011 | Danièle Sallenave         | Écrivaine             | no 30    | Maurice Druon      | -                 |
| Depuis 2013 | Dominique Bona            | Écrivaine             | no 33    | Michel Mohrt       | -                 |
| Depuis 2018 | Barbara Cassin            | Philosophe            | no 36    | Philippe Beaussant | -                 |
| Depuis 2021 | Chantal Thomas            | Écrivaine             | no 12    | Jean d'Ormesson    | -                 |
| Depuis 2023 | Sylviane Agacinski        | Écrivaine, philosophe | no 19    | Jean-Loup Dabadie  | -                 |

## Les candidatures malheureuses
| Année     | Nom                       | Qualité                                    | Fauteuil demandé | Ancien titulaire du fauteuil | Motif du refus                  | Nouveau titulaire du fauteuil             |
| --------- | ------------------------- | ------------------------------------------ | ---------------- | ---------------------------- | ------------------------------- | ----------------------------------------- |
| 1893      | Pauline Savari            | Écrivaine et artiste d'opéra et de théâtre | -                | -                            | Candidature non retenue         | -                                         |
| 1971      | Françoise Parturier,      | Écrivaine                                  | no 3             | Jérôme Carcopino             | Échec (1 voix),                 | Roger Caillois                            |
| 1975      | Janine Charrat            | Danseuse                                   | no 25            | Marcel Pagnol                | Échec (6 voix)                  | Jean Bernard                              |
| 1975      | Louise Weiss              | Journaliste et femme de lettres            | no 25 no 37      | Marcel Pagnol Jean Daniélou  | Échec (4 voix) Échec (1 voix)   | Jean Bernard Ambroise-Marie Carré         |
| 1983      | Edmée de La Rochefoucauld | Femme de lettres                           | no 16            | Antoine de Lévis-Mirepoix    | Échec (10 voix)                 | Léopold Sédar Senghor                     |
| 2001      | Frédérique Hébrard        | Écrivaine                                  | no 20            | José Cabanis                 | Échec (0 voix)                  | Angelo Rinaldi                            |
| 2002      | Christina Orcyanac        | Écrivaine                                  | no 34            | Jacques de Bourbon Busset    | Échec (0 voix)                  | François Cheng                            |
| 2004      | Paule Constant            | Écrivaine                                  | no 32            | Maurice Rheims               | Échec (8 voix)                  | Alain Robbe-Grillet                       |
| 2004 2007 | Dominique Bona            | Écrivaine                                  | no 32 no 28      | Maurice Rheims Henri Troyat  | Échec (0 voix) Élection blanche | Alain Robbe-Grillet Jean-Christophe Rufin |
| 2007      | Danièle Sallenave         | Écrivaine                                  | no 39            | Bertrand Poirot-Delpech      | Élection blanche                | Jean Clair                                |
| 2009      | Catherine Hermary-Vieille | Écrivaine                                  | no 32            | Alain Robbe-Grillet          | Échec (2 voix)                  | François Weyergans                        |
| 2011      | Violaine Vanoyeke         | Écrivaine et universitaire                 | no 30            | Maurice Druon                | Échec (0 voix)                  | Danièle Sallenave                         |
| 2012 2013 | Isaline Remy              | Écrivaine, journaliste                     | no 40            | Pierre-Jean Rémy             | Élection blanche Échec (0 voix) | Xavier Darcos                             |
| 2012      | Florence Brillet          | -                                          | no 31            | Jean Dutourd                 | Élection blanche                | Michael Edwards                           |
| 2013      | Sylvie Germain            | Écrivaine                                  | no 40            | Pierre-Jean Rémy             | Élection blanche                | Xavier Darcos                             |
| 2013      | Linda Bastide             | Poétesse                                   | no 40            | Pierre-Jean Rémy             | Élection blanche                | Xavier Darcos                             |
| 2013      | Frédérica Calmettes       | -                                          | no 40            | Pierre-Jean Rémy             | Échec (0 voix)                  | Xavier Darcos                             |
| 2013      | Catherine Clément         | Philosophe, écrivaine                      | no 2             | Hector Bianciotti            | Échec (3 voix)                  | Dany Laferrière                           |
| 2016      | Isaline Remy              | Écrivaine, journaliste                     | no 37            | René Girard                  | Élection blanche                | Michel Zink                               |
| 2018      | Marie de Hennezel         | Psychanalyste                              | no 36            | Philippe Beaussant           | Échec (3 voix)                  | Barbara Cassin                            |
| 2024      | Isabelle Autissier        | Écrivaine, navigatrice                     | no 16            | Valéry Giscard d'Estaing     | Retrait de candidature          | Raphaël Gaillard                          |
| 2025      | Caroline Champagne        | -                                          | no 22            | René de Obaldia              | Échec (1 voix)                  | Alain Aspect                              |

## Les femmes et l'habit d'académicien

### Habit vert
L'habit vert que les académiciens revêtent, avec le bicorne, la cape et l’épée, lors des séances solennelles sous la Coupole, a été dessiné sous le Consulat, dessin attribué au peintre Jean-Baptiste Isabey. Il est commun à tous les membres de l’Institut de France, mais n'a pas été prévu pour les femmes. Marguerite Yourcenar refuse de l'endosser, mais toutes les autres académiciennes le portent lors de leur cérémonie de réception, à l'exception d'Assia Djebar, reçue en 2006.

### Épée ou substitut
Les femmes et les ecclésiastiques sont dispensés du port de l'épée.
Hélène Carrère d'Encausse, Florence Delay, Assia Djebar, Simone Veil, Danièle Sallenave, Dominique Bona et Barbara Cassin ont cependant choisi d'en porter une lors de leur réception.
Marguerite Yourcenar, élue en 1980, qui n'a pas voulu porter l'habit vert, a reçu du comité de l'épée constitué de proches un aureus de l'empereur Hadrien, transformé en pendentif.
Jacqueline de Romilly, élue en 1988, a reçu une broche symbolique après son élection à l'Académie des inscriptions et Belles-Lettres en 1975, et a préféré remplacer l'épée par un sac à main.
Hélène Carrère d'Encausse, élue en 1990, la première femme à porter l'épée, a choisi une arme créée pour l'occasion par l'orfèvre géorgien Goudji.
L'épée de Barbara Cassin, élue en 2018, qui est en cuir végétal pour être non létale, est « connectée ».
Chantal Thomas, élue en 2021, a préféré porter un éventail japonais du théâtre nô, à la place de l'épée.

## Citations
- Maurice Druon, secrétaire perpétuel lors de l'élection de Marguerite Yourcenar en 1980, aurait dit : « C'est la porte ouverte aux calamités. D'ici peu, vous aurez quarante bonnes femmes qui tricoteront pendant les séances du dictionnaire »[33].

- En 1980, l'historien Pierre Gaxotte va jusqu'à affirmer : « Si on élisait une femme, on finirait par élire un nègre... »[34].